# Irene Stefânia
Irene Stefânia Stephan (São Paulo, 10 de março de 1944 − São Paulo, 5 de janeiro de 2017) foi uma atriz brasileira.

## Biografia
Irene estudou filosofia, mas desistiu do curso após mudar-se para a cidade de São Paulo. Também estudou música clássica. Em 1966, estreou no cinema, já como protagonista, em O Mundo Alegre de Helô , de Carlos Alberto de Souza Barros. Desde então, foram mais de 20 filmes, principalmente nos anos de 1960 e 1970.
Um dos poucos profissionais brasileiros dedicado exclusivamente ao cinema, fez apenas três telenovelas: Tempo de viver (1972), Supermanoela (1974) e Música ao longe (1982).
Com Leila Diniz, fez três filmes: Fome de amor e Azyllo Muito Louco, ambos de Nelson Pereira dos Santos, e Os Paqueras (1969) de Reginaldo Faria.
Irene trabalhou também com Sylvio Back, em seu longa-metragem de estreia, Lance maior, de 1968. Em 1978 fez a pornochanchada Damas do Prazer e só voltaria às telas nove anos depois, em Anjos do arrabalde, de Carlos Reichenbach. Abandonou a carreira, se afastou da mídia e se tornou terapeuta.
No dia 18 de dezembro de 2016, Irene sofreu um AVC e permaneceu internada até o seu falecimento em 05 de janeiro de 2017. A morte da atriz foi confirmada por Ivan Cabral, fundador da companhia Os Satyros, e amigo pessoal da atriz.

## Filmografia
No Cinema
| Ano  | Título                     | Personagem         |
| ---- | -------------------------- | ------------------ |
| 2008 | O Signo da Cidade          | Isadora            |
| 1987 | Anjos do arrabalde         | Carmo              |
| 1978 | Damas do Prazer            | Prostituta         |
| 1974 | Amor e medo                | Olívia             |
| 1973 | Nem Santa, nem donzela     | [ 9 ]              |
| 1971 | O Doce Esporte do Sexo     | —                  |
| 1971 | Mãos Vazias                | —                  |
| 1970 | Azyllo Muito Louco         | Amante de Porfírio |
| 1970 | Cléo e Daniel              | Cléo               |
| 1970 | O Donzelo                  | —                  |
| 1970 | É Simonal                  | Ana Cristina       |
| 1969 | As Armas                   | Luiza              |
| 1969 | A cama ao alcance de todos | Enfermeira         |
| 1969 | Os paqueras                | Margarete          |
| 1968 | Fome de amor               | Mariana            |
| 1968 | A doce mulher amada        | Carolina           |
| 1968 | Lance maior                | Neusa              |
| 1967 | Garota de Ipanema          | Regina             |
| 1967 | O Mundo Alegre de Helô     | Helô               |

Na Televisão
| Ano  | Título            | Personagem                        |
| ---- | ----------------- | --------------------------------- |
| 2009 | Além do Horizonte | Dona Tristeza                     |
| 1982 | Música ao Longe   | Clemência                         |
| 1974 | Supermanoela      | Laurita Bueno                     |
| 1973 | Caso Especial     | Inocência (Episódio: "Inocência") |
| 1972 | Tempo de Viver    | Ana (Aninha)                      |

No Teatro
| Ano  | Título                                                    |
| ---- | --------------------------------------------------------- |
| 2006 | De Profundi                                               |
| 2006 | Cachorro                                                  |
| 2005 | A Verdadeira História do Astronauta, sua mãe e o Carrasco |
| 2004 | Kaspar Hauser                                             |
| 2003 | Antígona                                                  |
| 2001 | Playground,                                               |